# Digiprof
Digiprof [digiprof] (contraction de "digital professor") société fondée le 1er novembre 2008 en Isère. Digiprof a pour objectif « de promouvoir les logiciels libres par la formation vidéo à la demande ». Le site diffuse ses vidéos au format flv depuis un serveur nginx vers un lecteur Flash.
L'idée est partie du constat que le continent américain proposait déjà une offre impressionnante dans le domaine de l'autoformation en ligne à distance. Le Massachusetts Institute of Technology ayant déjà ouvert la voie en proposant gratuitement la totalité de ses cours vidéos à quiconque possède une connexion internet adéquate.

## Historique
- 2008 : Lancement du site digiprof.tv
- 2009 : Intégration d'une application de visioconférence
- 2010 : La majorité du catalogue vidéo est disponible gratuitement
- 2011 : La société  cesse son activité

## Concept
Les vidéos se présentent sous la forme d'un screencast avec commentaire audio du formateur. Le contenu est diffusé en streaming et ne nécessite pas la réception d'un CD ou DVD pour la lecture. Les vidéos concernent des logiciels open source.

## Technologies employées du site
- Serveur Web: nginx
- Serveur de Base de Données: PostgreSQL
- Application: Ruby on Rails
- Serveur mail: Citadel
- Système d'exploitation: machines virtuelles Debian fonctionnant sous Xen
- Encodage vidéo: MEncoder